# Hans von Schreeb
Hans Schreber Eberhard von Schreeb, född 12 januari 1925 i Stockholm, död där 26 juli 2012, var en svensk militär.
Hans von Schreeb var son till kamrer Tor Schreber von Schreeb och Lisa Normelli. Han blev officer 1946, kapten vid Svea livgarde 1959, anställdes i generalstabskåren 1960 och blev major 1964. von Schreeb blev chef för Arméns skyddsskola 1965, överstelöjtnant vid regementet 1966, anställdes i försvarsstaben 1967 och vid Livregementets grenadjärer 1971. Han var sekundchef för Livgardesskvadronen 1974–1975, blev överste och ställföreträdande försvarsområdesbefälhavare i Örebro försvarsområde samt ställföreträdande chef för Livregementets grenadjärer 1975 och anställd i arméstaben 1976. von Schreeb var ställföreträdande chef för Livgardets dragoner 1979–1984, försvarområdesstabschef och ställföreträdande chef för Svea livgarde 1984–1985.